# Латинская хи
Ꭓ, ꭓ (хи/растянутая X) — буква расширенной латиницы. Используется в языках комокс и халкомелем. Имеет форму греческой буквы хи, однако заглавная, как и строчная, пересекает базовую линию. Также использовалась в стандартном алфавите Лепсиуса, в том числе для транслитерации египетского иероглифа 𓐍 перед заменой на Ḫ в 1889 году.
Строчная форма буквы была добавлена в Юникод в версии 7.0 в блок Расширенная латиница — E. Также некоторые шрифты включают данную графему в области для частного использования. Тем не менее, в большинстве шрифтов вместо неё используется строчная греческая хи, хотя заглавная греческая хи отличается от заглавной латинской хи в алфавите Лепсиуса.